# Kanton La Salvetat-Peyralès
La Salvetat-Peyralès is een voormalig kanton van het Franse departement Aveyron. Het kanton maakte deel uit van het arrondissement Rodez.   Op 22 maart 2015 werd het opgeheven bij toepassing van het decreet van 21 februari 2014. Het werd samen met de kantons Najac en Rieupeyroux en de gemeente Morlhon-le-Haut in het arrondissement Villefranche-de-Rouergue opgenomen in het nieuwe kanton Aveyron et Tarn.

## Gemeenten
Het kanton La Salvetat-Peyralès omvatte de volgende gemeenten:
- Castelmary
- Crespin
- Lescure-Jaoul
- La Salvetat-Peyralès (hoofdplaats)
- Tayrac